# Evolution Studios
Evolution Studios — английская частная компания, специализирующаяся на разработке компьютерных игр. Основана в 1999 году. Закрыта компанией Sony 22 марта 2016 года.

## Общее описание
Evolution Studios — английская частная компания, дочернее общество в составе корпорации Sony Computer Entertainment. Компания занимается разработкой компьютерных игр. Штаб-квартира расположена в Северо-Западной Англии, в городе Ранкорн.

## История
Студия Evolution Studios была основана в 1999 году Мартином Кенрайтом (англ. Martin Kenwright) и Йаном Хетерингтоном (англ. Ian Hetherington). Мартин работает в игровой индустрии более 20 лет, является основателем студии Digital Image Design, которая разработала такие игры, как: Robocop 3, Wargazm и другие. Йан является основателем студии Psygnosis (ныне известная как Sony Studio Liverpool), которая помогла увидеть свет следующим играм: Lemmings и серии игр Wipeout.
Студия, не имеющая опыта разработки автосимуляторов и разработки для игровых приставок, стала первой внешней европейской студией, получившей эксклюзивное право на разработку видеоигры на тематику WRC. В общей сложности Evolution Studios было разработано 5 игр серии WRC.
Специально для готовящейся к выходу приставки PlayStation 3 Sony заказала у студии эксклюзивную игру, которой в итоге стала игра MotorStorm. Игра вышла в конце 2006 года и в общей сложности разошлась тиражом более 1.0 миллиона копий.
Летом 2007 года студия была приобретена Sony Computer Entertainment для разработки эксклюзивных игр для консолей компании. Затем компанию покинули Мартин Кенрайт (англ. Martin Kenwright) и Йан Хетерингтон (англ. Ian Hetherington).
Студия была закрыта в конце марта 2016 года. В официальном заявлении Sony сказано:

Мы регулярно пересматриваем распределение ресурсов внутри SCE Worldwide Studios, для того чтобы убедится что мы сможем создавать и издавать качественные, инновационные и коммерчески успешные проекты. В результате мы решили пересмотреть все текущие проекты и будущие планы, и решили изменить структуру наших Европейских студий. В результате чего, мы решили закрыть Evolution Studio. Мы приняли это решение, в связи с тем, что решили сконцентрироваться на других проектах и студиях, несмотря на возможность лишиться важных и ценных кадров. Мы попытаемся перевести некоторых людей на более важные проекты. Тем, кого мы не сможем перевести, мы поспособствуем в трудоустройстве, всеми возможными способами. Evolution Studios были важной частью SCE Worldwide Studios на протяжении 10 лет, во время работы над потрясающими гоночными проектами, такими как WRC, Motorstorm и DRIVECLUB. Наше решение, никак не приуменьшает заслуг работников студии, и величия того, что они создали.
Оригинальный текст (англ.)Regular reviews take place throughout SCE Worldwide Studios, ensuring that the resources that we have in such a competitive landscape can create and produce high quality, innovative and commercially viable projects. As part of this process we have reviewed and assessed all current projects and plans for the short and medium term and have decided to make some changes to the European studios structure. As a result, It has been decided that Evolution Studio will close. It is regrettable that this decision will lead to compulsory redundancies. We accept that this decision will mean that we risk losing high calibre staff but by focusing on other Studios that already have exciting new projects in development we believe we will be in a stronger position going forward and able to offer the best possible content of the highest quality for our consumers. Where possible we will try to reallocate people onto other projects. If appropriate opportunities are not possible within the company, we will assist staff in any way we can, including speaking with local employers and with other development companies. Evolution has been an important part of SCE Worldwide Studios for over 10 years - working on ground-breaking racing titles like WRC, Motorstorm and DRIVECLUB. This decision should not take anything away from the great work that Evolution has produced.

11 апреля 2016 года бывшие сотрудники Evolution Studios перешли в компанию Codemasters.

## Список разработанных игр
| Название                      | Дата выхода | Платформа                       |
| ----------------------------- | ----------- | ------------------------------- |
| WRC: World Rally Championship | 2001        | PlayStation 2                   |
| WRC II Extreme                | 2002        | PlayStation 2                   |
| WRC 3                         | 2003        | PlayStation 2                   |
| WRC 4                         | 2004        | PlayStation 2                   |
| WRC: Rally Evolved            | 2005        | PlayStation 2                   |
| MotorStorm                    | 2007        | PlayStation 3                   |
| MotorStorm: Pacific Rift      | 2008        | PlayStation 3                   |
| MotorStorm: Apocalypse        | 2011        | PlayStation 3                   |
| MotorStorm: RC                | 2012        | PlayStation 3, PlayStation Vita |
| Driveclub                     | 2014        | PlayStation 4                   |